# Maria Grinberg
Maria Grinberg  (em russo:  Mария Израилевна Гринберг, Marija Israilevna Grinberg; 6 de setembro de 1908 – 14 de julho de 1978) foi uma pianista russa.
Era filha de Saul Grinberg, um professora de hebraico, e de Fanja Grinberg (nascida Noskina), que a ensinou a tocar piano ainda jovem. Até 1925 foi ensinada por Dawid Eisberg, um estudante de Theodor Leschetizky. Estudou no Conservatório de Moscovo sob a direção de Felix Blumenfeld e Konstantin Igumnov. Aos 27 anos, conquistou o segundo lugar na competição nacional. A partir desse momento, Grinberg tornou-se cada vez mais um elemento da arte pianista soviética.
Dois anos depois, em 1937, o marido e o pai foram presos e assassinados. Só podia trabalhar como acompanhante de piano para grupos amadores. Depois da morte de Estaline em 1953, Grinberg foi autorizada a atuar novamente. Compararam o seu estilo com o de Vladimir Horowitz ou Sviatoslav Richter.
Em 1961 recebeu o título honorário de Artista Honorário da RSFSR. Nove anos depois, foi nomeada professora no Instituto de Música Gnessin. Entre os seus alunos estavam muitos pianistas modernos que se estabeleceram como figuras estabelecidas na cena artística de Moscovo, incluindo Regina Shamvili. Em 1970, a editora soviética Melodija publicou a sua gravação completa das sonatas para piano de Beethoven, que foi elogiada na revista Sovetskaya Musyka como uma "conquista criativa única".
Maria Grinberg morreu dez semanas antes do seu 70.º aniversário. Vladimir Minin, o chefe do instituto de Gnessin, recusou-se a prestar-lhe um serviço fúnebre devido a conflitos pessoais até que o vice-ministro da Cultura Vladimir Popov interveio e exerceu pressão.

## Legado
Longe de qualquer escola clássica de interpretação, como a sua compatriota e contemporânea Maria Yudina, Maria Grínberg é um fenómeno musical isolado e ainda muito pouco conhecido, em parte devido à má saúde da pianista, bem como ao seu aparente desinteresse por alcançar uma carreira musical.
Em 1970, a estatal Melodiya lançou o grande legado discográfico de Grínberg: um álbum de treze discos de vinil em formato LP com 32 sonatas de Beethoven gravadas entre 1964 e 1967. Foi a primeira gravação abrangente das sonatas para piano de Beethoven por um artista soviético.
O repertório de Grínberg foi muito extenso, mas é talvez mais conhecido pelas suas atuações pessoais de Beethoven, Schumann, Schubert, Chopin, Brahms, Mendelssohn, Mozart e Rachmaninov. Merece destaque a sua interpretação dos Estudos de Schumann (gravada em 1961), bem como a Balada n.º 1 de Chopin, da qual oferece uma versão particularmente trágica e angustiante.

## Discografia
- Beethoven: Intégrale des Sonates pour piano. Melodiya (1960-1974, distribution: Codaex).
- Chopin: Ballade n°1 opus 23 (1952) – Denon Japon COCQ-84244
- Glinka: Variations sur le Rossignol d’Alabiev (1964) – Vista Vera VVCD-00120 (Vol.4)
- Mozart: Sonates n°12 K 332, n°17 K 576, n°18 K 533/494, Variations K 500, Fantaisie K 396 – Denon Japon COCQ-83974
- Prokofiev: Scherzo opus 12 n°10 (1953) - Denon Japon COCQ-83980 (ou Vista Vera VVCD-00019, Vol.3)
- Schubert: Fantaisie D 940 (version à deux mains) – 1963 – Arlecchino ARL A61.
- Schumann: Etudes Symphoniques opus 13 (1961) – Denon COCQ-84243 (ou Vista Vera VVCD-00134, Vol.7); Concerto pour piano opus 54 – Orchestre Symphonique d’URSS, Karl Eliasberg (1958) – Vista Vera VVCD-00121